# Championnat d'Allemagne de football 1944-1945
Navigation
Meisterschaft
(Gauligen)
1943-1944 (Championnats des
zones d'occupation
1945-1946)
La saison 1944-1945 du Championnat d'Allemagne de football aurait dû être la 38e édition de la première division allemande.

En effet, la saison est marquée par l'avancé des Alliés et les raids aériens de plus en plus intenses qui précèdent la capitulation allemande. Seule la Gauliga Hamburg parvient à son terme, les championnats des autre Gaue ayant été interrompus prématurément, voire n'ayant jamais commencé, comme en Ostpreußen. En effet, seules trois journées ont été disputées dans la plupart des Gauligen.
À Hamburg, la saison s'est déroulée régulièrement du 10 septembre 1944, et s'est achevé le 15 avril 1945 avec la victoire 4-3 du FC St. Pauli contre le SC Victoria Hamburg. Seuls deux matchs pour le championnat ou la relégation n'ont pas eu lieu. Cependant, le 19 septembre, le LSV Hamburg, vice-champion de la saison précédente du championnat national s'est retiré de la compétition puis a été dissous. Le Hamburger SV est champion de la ville, après 16 victoires et 2 matchs nuls. Le dernier match de football régulier connu du régime se déroula à Hambourg avec la victoire du HSV 4-2 sur l'Altona 93, vice champion, lors d'un match amical le 29 avril 1945.
En Gauliga Bayern un champion a cependant été couronné dans le district de München-Oberbayern. Le 18 février 1945, le FC Bayern München est déclaré vainqueur de la compétition. Cependant, le nouveau venu LSV Fürstenfeldbruck, comme son homologue hambourgeois, est dissous en septembre 1944. Le KSG Ingolstadt, seul club non munichois, n'a pu disputer que six matches.
Il faudra attendre 1948 pour une nouvelle phase finale national du championnat d'Allemagne de football. En effet, en 1945-1946 et 1946-1947, les championnats ne dépasseront pas l'échelle régionale, en raison de l'occupation de l'Allemagne.